# Canyon Creek (Alberta)
Pour l’article homonyme, voir Abri Canyon Creek.
Canyon Creek est un hameau (hamlet) de Lesser Slave River No 124, situé dans la province canadienne d'Alberta.

## Démographie
En tant que localité désignée dans le recensement de 2011, Canyon Creek a une population de 259 habitants dans 90 de ses 110 logements, soit une variation de 13,6 % avec la population de 2006. Avec une superficie de 1,924 0 km2, le hameau possède une densité de population de 134,615 4 hab/km2 en 2011.
Concernant le recensement de 2006, Canyon Creek abritait 228 habitants dans 82 de ses 101 logements. Avec une superficie de 1,924 0 km2, le hameau possédait une densité de population de 118,5 hab/km2 en 2006.